# Wolfgang Grams
Wolfgang Werner Grams, més conegut com a Wolfgang Grams, (Wiesbaden, 6 de març de 1953 - Lübeck, 27 de juny de 1993) va ser un activista polític alemany, militant de la tercera generació de la Fracció de l'Exèrcit Roig (RAF).

## Orígens
Els seus pares, Werner i Ruth Grams, van ser refugiats del bloc de l'Est i van tenir per fills a Wolfgang i a Rainer. Entre 1959 i 1963 va ser alumne de l'escola primària masculina de Lorcher Strasse i després a l'escola Gutenberg de Wiesbaden. En la seva infància va prendre lliçons de violí, va tocar la guitarra i va ser actor substitut al Teatre de Wiesbaden. A nivell professional va expressar l'anhel de convertir-se en pastor o agent forestal. Durant les protestes contra la Guerra del Vietnam va entrar en política i va ser, llavors, quan va triar ser objector de consciència.

## Trajectòria a la RAF
El juny de 1972, després de l'arrest del nucli de la primera generació de la Fracció de l'Exèrcit Roig, es va unir al grup Iniciativa Socialista Wiesbaden (Sozialistischen Initiative Wiesbaden). Més tard, es va unir a Suport Roig (Rote Hilfe e.V.), un grup que ajudava els membres empresonats de la RAF durant la vaga de fam de 1974. Grams va visitar a alguns d'ells, brindant-los suport i transmetent alguns dels seus missatges a l'exterior.
El 1978, el membre de la RAF Willi-Peter Stoll va ser assassinat a trets per un oficial de policia i, en un quadern que duia es van trobar notes sobre Grams. Posteriorment, el van arrestar i va romandre detingut durant 153 dies a Frankfurt del Main, mesura preventiva per la qual va cobrar una indemnització de 10 marcs per dia empresonat. Més tard, va conèixer a Birgit Hogefeld i després d'iniciar una relació amb ella, es van mudar a un apartament. L'any 1984 tots dos van passar a la clandestinitat i es van unir de forma activa a la RAF. L'any 1985 la policia va descobrir un refugi de la RAF a Tübingen i hi va identificar les empremtes dactilars de Christoph Seidler, Barbara Meyer, Horst Ludwig Meyer, Thomas Simon, Eva Haule i Wolfgang Grams. Aquest va continuar pròfug i en actiu a la RAF, atribuint-se-li la participació en l'assassinat del polític Detlev Karsten Rohwedder l'any 1991.

## Mort
El 27 de juny de 1993, agents de policia del GSG 9 el van arrestar, amb la seva parella, a l'estació de trens de Bad Kleinen, gràcies a una informació desvetllada per Klaus Steinmetz, un activista ecologista d'esquerra de la regió del Rin-Main reclutat per l'agència d'intel·ligència policial alemanya, l'Oficina Federal per a la Protecció de la Constitució, que s'havia infiltrat al grup armat. Durant el procés de detenció, Grams va aconseguir treure una arma i disparar a dos oficials, aconseguint matar-ne a un, Michael Newrzella. Posteriorment, els agents van declarar que el van veure «caure sobtadament cap enrere» fora de l'andana de l'estació i sobre les vies del tren. Presumptament, abans o després de caure, es va disparar un tret al cap. Immediatament després va ser portat en helicòpter a la Universitat Mèdica de Lübeck, on va morir unes hores més tard producte de les ferides de bala. Se'l va enterrar el 6 d'agost de 1993 al cementiri del Sud de Wiesbaden.
Durant la investigació del succés va sorgir la hipòtesi que Grams no s'havia disparat a si mateix, sinó que havia estat executat, amb un tret al cap des de curta distància, per un oficial del GSG 9. La cort de Schwerin va investigar aquestes al·legacions i, al gener de 1994, va concloure que eren incorrectes. Els pares de Grams van impugnar aquesta conclusió del tribunal, però va ser confirmada per cinc tribunals més, inclòs el Tribunal Europeu de Drets Humans l'any 1999.
El ministre de l'Interior, Rudolf Seiters, va assumir la responsabilitat del mal plantejament i execució de l'operació i va dimitir al juliol d'aquell mateix any. Així mateix, la ministra de Justícia va cessar el fiscal federal en cap, Alexander von Stahl, que ja duia mesos rebent crítiques per la seva actuació permissiva amb accions de violència de l'extrema dreta. A ambdós se'ls va acusar d'haver realitzat «declaracions falses o enganyoses». Per la seva banda, el canceller alemany Helmut Kohl va visitar la unitat del GSG 9 implicada en els fets, els va trasmetre la seva permament confiança i va comunicar el seu rebuig a qualsevol mena de proposta que suposés la dissolució del grup policial.

## A la cultura popular
- El premiat documental alemany de 2001 Black Box BRD relata la vida i la mort de Wolfgang Grams i Alfred Herrhausen, un banquer alemany i president del Deutsche Bank assassinat per la RAF, del qual se sospita que Grams hi va estar involucrat.[13][14]

- Les circumstàncies de la seva mort han estat criticades àmpliament en cançons de grups de música punk alemanys com a «Kopfschuss» de WIZO, «Bad K.» de Dritte Wahl o «Gewalt» de Slime.[15]